# Supercoppa italiana 1994
La Supercoppa italiana 1994 è stata la 7ª edizione della competizione disputata il 28 agosto 1994 allo stadio Giuseppe Meazza di Milano. La sfida è stata disputata tra il Milan, vincitore della Serie A 1993-1994, e la Sampdoria, detentrice della Coppa Italia 1993-1994.
Il Milan vinse la finale ai tiri di rigore dopo l'1-1 dei tempi regolamentari. Fu la prima edizione in cui si necessitò dei rigori, facendo inoltre dei rossoneri il primo club a essersi aggiudicato la manifestazione per tre edizioni consecutive.

## Partecipanti
| Squadre   | Qualificazione                         | Partecipazioni precedenti (il grassetto indica la vittoria) |
| --------- | -------------------------------------- | ----------------------------------------------------------- |
| Milan     | Vincitore della Serie A 1993-1994      | 3 (1988, 1992, 1993)                                        |
| Sampdoria | Vincitore della Coppa Italia 1993-1994 | 3 (1988, 1989, 1991)                                        |

## Tabellino
| Arbitro: | Pairetto (Nichelino) |

|                                   |                      |                                           |
| Gullit 83’                        | Marcatori            | 36’ Mihajlović                            |
| Albertini Boban Simone Costacurta | Tiri di rigore 4 – 3 | Platt Vierchowod Evani Jugović Mihajlović |

| Milan | Sampdoria |

### Formazioni
| Milan:        |    |                        |             |     |
|               |    |                        |             |     |
| P             | 1  | Sebastiano Rossi       |             |     |
| D             | 2  | Mauro Tassotti         |             | 83’ |
| D             | 3  | Alessandro Orlando     | Ammonizione |     |
| A             | 4  | Ruud Gullit            |             |     |
| D             | 5  | Alessandro Costacurta  | Ammonizione |     |
| D             | 6  | Franco Baresi (c)      |             |     |
| C             | 7  | Gianluigi Lentini      |             | 46’ |
| C             | 8  | Demetrio Albertini     |             |     |
| C             | 9  | Zvonimir Boban         |             |     |
| C             | 10 | Roberto Donadoni       |             |     |
| A             | 11 | Marco Simone           |             |     |
| Sostituzioni: |    |                        |             |     |
| P             | 12 | Mario Ielpo            |             |     |
| D             | 13 | Stefano Nava           |             | 46’ |
| D             | 14 | Filippo Galli          |             |     |
| D             | 15 | Roberto Lorenzini      |             | 83’ |
| A             | 16 | Francesco De Francesco |             |     |
| Allenatore:   |    |                        |             |     |
| Fabio Capello |    |                        |             |     |

| Sampdoria:          |    |                     |             |     |
|                     |    |                     |             |     |
| P                   | 1  | Walter Zenga        |             |     |
| D                   | 2  | Michele Serena      |             | 83’ |
| D                   | 3  | Riccardo Ferri      | Ammonizione |     |
| C                   | 4  | David Platt         |             |     |
| D                   | 5  | Pietro Vierchowod   |             |     |
| D                   | 6  | Siniša Mihajlović   | Ammonizione |     |
| C                   | 7  | Attilio Lombardo    |             |     |
| C                   | 8  | Vladimir Jugović    |             |     |
| A                   | 9  | Alessandro Melli    |             | 71’ |
| A                   | 10 | Roberto Mancini (c) |             |     |
| C                   | 11 | Alberico Evani      | Ammonizione |     |
| Sostituzioni:       |    |                     |             |     |
| P                   | 12 | Giulio Nuciari      |             |     |
| D                   | 13 | Stefano Sacchetti   |             | 83’ |
| C                   | 14 | Riccardo Maspero    |             |     |
| C                   | 15 | Fausto Salsano      |             |     |
| A                   | 16 | Mauro Bertarelli    |             | 71’ |
| Allenatore:         |    |                     |             |     |
| Sven-Göran Eriksson |    |                     |             |     |